# گسک (درمیان)
گسک روستایی در دهستان فخررود بخش قهستان شهرستان درمیان استان خراسان جنوبی ایران است. بر پایه سرشماری عمومی نفوس و مسکن در سال ۱۳۹۰ جمعیت این روستا ۶۱۳ نفر (در ۱۹۲ خانوار) بوده است.